# Edward Parmentier
Edward Parmentier, né aux États-Unis, est un claveciniste, organiste et professeur de musique classique américain.

## Biographie
Edward Parmentier, né aux États-Unis, effectue sa formation musicale avec Albert Fuller (en) à New York et Gustav Leonhardt à Amsterdam. 
Il est spécialiste de la musique pour clavecin de Jean-Sébastien Bach, des virginalistes anglais et des clavecinistes français, et se produit sur instruments historiques à travers les États-Unis, la Russie, l'Europe occidentale, le Japon et la Corée.
Actuellement professeur de musique à la School of Music de l'Université du Michigan, Edward Parmentier enseigne la pratique du clavecin et de la performance et y dirige des performances chorales et instrumentales de l'ensemble de musique ancienne.

## Discographie (sélection)
Le répertoire d'Edward Parmentier va de Bach à Corelli et comporte également des pièces de musique ancienne sur clavecin et piano-forte.
- Domenico Scarlatti, Fugue — 10 Sonates : K. 24, 27, 87, 140, 213, 214, 219, 224, 263, 264 et Fugue K. 417 (juin 1981/juin 1985, Wildboar Recordings WLBR 8501).
- Le piano-forte portugais, avec des œuvres de Domenico Scarlatti, Seixas, Soler, Albero, Sousa Carvalho et Giustini, sur un instrument Antunes de 1765 du Musée national de musique (en) à Vermillion (Dakota du Sud) (2012, Wildboar Recordings) (OCLC 47209953)
- Splendor of the Harpsichord (Wildboar Recordings WLBR 9606).